# Animaliskt fett

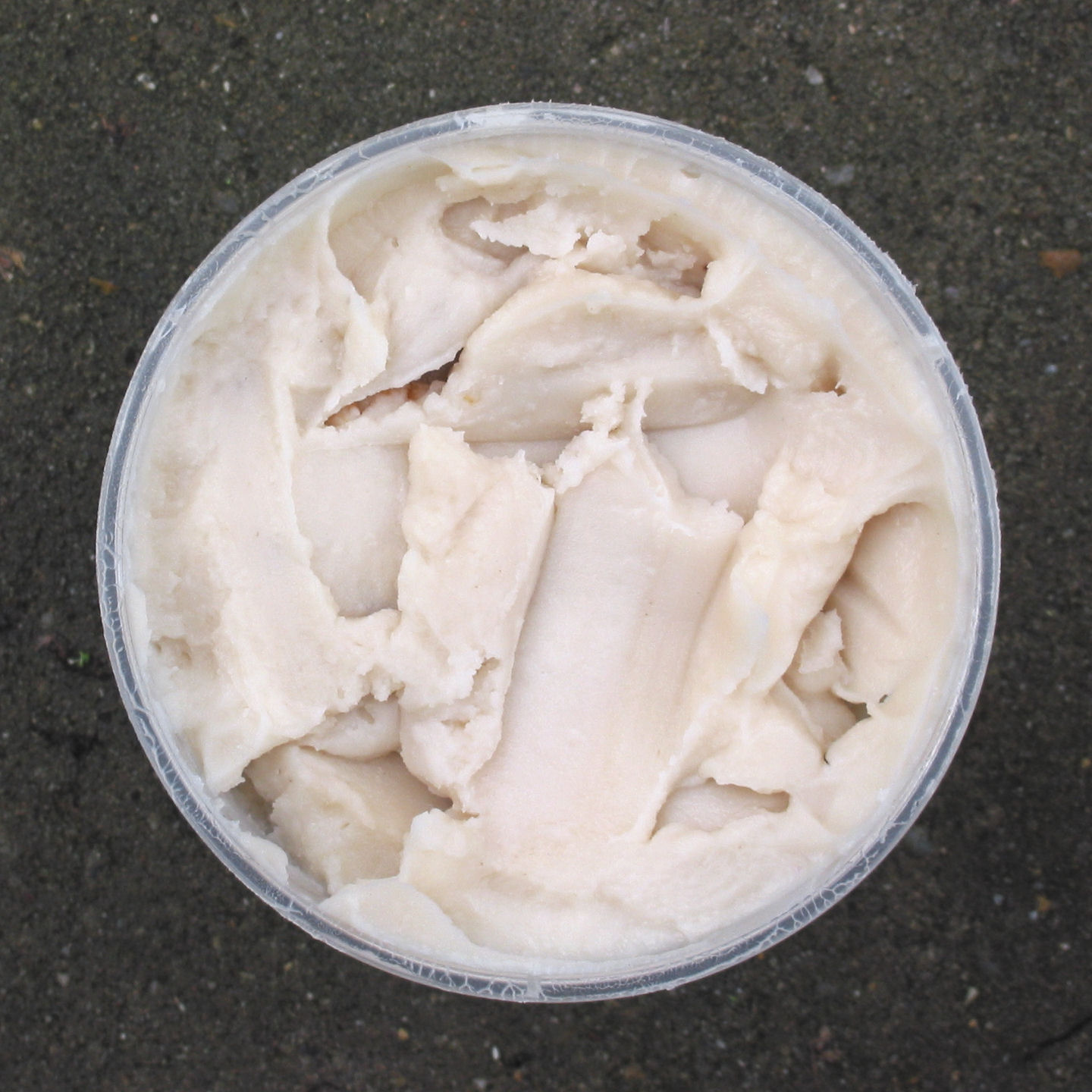
Våtrenderat ister från fläskfett.

Animaliskt fett är lipider som kommer från djur. Animaliskt fett kan man tillgodogöra sig genom att äta till exempel kött eller mejeriprodukter. Djurfett utvinnes ur djurens vävnader under slakteriprocessen, då det avskiljs från resterande vävnader. Exempel på animaliska fetter är ister som fås från gris, tran från säl, val och fisk, samt talg från nötkreatur.
Animaliska oljor är flytande vid rumstemperatur och fetter är fasta. Kemiskt består både fetter och oljor av triglycerider. Även om många djurdelar och sekret kan ge olja, extraheras olja i kommersiell praxis främst från utsmält vävnadsfett från boskapsdjur. Mejeriprodukter ger animaliskt fett och oljeprodukter som smör.
Vissa fetter, såsom gåsfett, har en högre rökpunkt än andra animaliska fetter, men är fortfarande lägre än många vegetabiliska oljor som oliv eller avokado.
Animaliska fetter konsumeras vanligtvis som en del av en västerländsk kost i sin halvfasta form som antingen mjölk, smör, ister, schmaltz och droppande eller oftare som fyllmedel i fabriksprocessat kött, foder för sällskapsdjur och snabbmatsprodukter.

## Egenskaper
Fettets sammansättning för olika typer är för
- mättat fett 38-43 procent: 25-28 procent palmitinsyra, 12-14 procent stearinsyra, 1 procent myristinsyra,
- enkelomättat fett 47-50 procent:  44-47 procent oljesyra, 3 procent palmitolsyra,
- fleromättat fett dessutom 6-10 procent linolsyra.[4]

Fettets specifika vikt är vid rumstemperatur 0,917-0,938 g/cm3 och dess energiinnehåll 3 770 kJ (900 kcal) per 100 g.

## Kulinariska användningsområden
Många animaliska fetter och oljor konsumeras direkt eller indirekt som ingredienser i livsmedel. Oljorna tjänar ett antal syften i denna roll:
- Förkortning – för att ge bakverket en smulig konsistens.
- Konsistens – oljor kan tjäna till att få andra ingredienser att hålla ihop mindre.
- Smak – vissa kan väljas specifikt för den smak de ger.
- Smakbas – oljor kan också "bära" smaker av andra ingredienser, eftersom många smaker finns i kemikalier som är lösliga i olja.

Vidare kan oljor värmas upp och användas för att laga mat. Oljor som är lämpliga för detta ändamål måste ha en hög flampunkt.